# Ophthalmis gentilis
Ophthalmis gentilis là một loài bướm đêm trong họ Noctuidae.